# Liste der Staatsoberhäupter 1621
Übersicht
◄◄ | ◄ | 1617 | 1618 | 1619 | 1620 | Liste der Staatsoberhäupter 1621 | 1622 | 1623 | 1624 | 1625 | ► | ►►

Weitere Ereignisse

## Afrika
- Äthiopien
  - Kaiser (Negus Negest): Sissinios (1607–1632)

- Bamum (im heutigen Kamerun)
  - König: Ngapina (1590–1629)

- Bornu (im heutigen Niger) Sefuwa-Dynastie
  - König/Mai: Umar (1619–1639)

- Dahomey
  - König: Dakodonu (1620–1645)

- Jolof (im heutigen Senegal)
  - Buur-ba Jolof: Birayma Penda (1605–1649)

- Kano
  - König: Muhammad Nazaki (1618–1623)

- Kongo
  - Mani-Kongo: Alvaro III. (1615–1622)

- Marokko (Saadier)
  - Fès
    - Sultan: Abdullah (1613–1623)

  - Marrakesh
    - Sultan: Zaydan an Nasr (1610–1628)

- Munhumutapa-Reich
  - Herrscher: Gatsi Rusere (1589–1623)

- Ruanda
  - König: Ruganzu II. (1600–1624)

- Sultanat von Sannar (im heutigen Sudan)
  - Sultan: Rabat I. (1616/17–1644/45)

## Amerika
- Brasilien
  - Generalgouverneur: Luís de Sousa (1617–1621)
  - Generalgouverneur: Diogo de Mendonça Furtado (1621–1624)

- Vizekönigreich Neuspanien
  - Vizekönig: Diego Fernández de Córdoba (1612–1621) (1621–1629 Vizekönig von Peru)
  - Vizekönig Diego Carrillo de Mendoza y Pimentel (1621–1624)

- Vizekönigreich Peru
  - Vizekönig: Francisco de Borja y Aragón (1615–1621)
  - Präsident der Audiencia Gobernadora de Lima: Juan Jiménez de Montalvo (1621–1622)

## Asien
- Birma
  - Arakan
    - König: Min Khamaung (1612–1622)

  - Taungu
    - König: Anaukpetlun (1606–1628)

- Brunei
  - Sultan: Abdul Jailul Akhbar (1619–1649)

- China (Ming-Dynastie)
  - Kaiser: Tianqi (1620–1627)

- Georgien
  - Imeretien
    - König: Giorgi III. (1605–1639)

  - Kachetien
    - König: Peykar Khan (1616–1623)

  - Kartlien
    - König: Simon II. (1619–1629)

  - Mingrelien
    - Fürst: Levan II. Dadiani (1611–1657)

- Indien
  - Ahom (Assam)
    - König: Susenghphaa (1603–1641)

  - Dekkan-Sultanate (in Zentralindien)
    - Ahmadnagar
      - Sultan: Burhan Nizam Shah III. (1610–1631)

    - Bijapur
      - Sultan: Ibrahim Adil Shah II. (1580–1627)

    - Golkonda (Qutub-Schahi-Dynastie)
      - Sultan: Muhammad Qutb Shah (1612–1626)

  - Madurai
    - Nayak: Muttu Virappa Nayak (1609–1623)

  - Mogulreich
    - Großmogul: Jahangir (1605–1627)

  - Mysore
    - Raja: Chamaraja Wodeyar V. (1617–1637)

  - Portugiesisch-Indien
    - Vizekönig: Fernão de Albuqueruqe (1619–1622)

  - Vijayanagar (in Südindien)
    - König: Rama Deva Raya (1617–1632)

- Indonesien
  - Aceh
    - Sultan: Iskandar I. Muda (1607–1636)

  - Johor
    - Sultan: Abdullah Maayat Shah (1615–1623)

  - Niederländisch-Indien
    - Generalgouverneur: Jan Pieterszoon Coen (1619–1623, 1627–1629)

- Japan
  - Kaiser (Tennō): Go-Mizunoo (1611–1629)
  - Shōgun: Tokugawa Hidetada (1605–1623)

- Kambodscha
  - König: Chettha II. (1618–1622)

- Kasachen-Khanat
  - Khan: Yesim Khan (1598–1628/35)

- Korea (Joseon-Dynastie)
  - König: Gwanghaegun (1608–1623)

- Lan Xang (im heutigen Laos)
  - König: Voravongse II. (1596–1621)
  - König: Upayuvaraja I. (1621–1622)

- Mandschu
  - Großkhan: Nurhaci (1616–1626)

- Nepal
  - Bhaktapur
    - König: Trailokya Malla (1516–1630)

  - Lalitpur
    - König: Siddhi Narsing (1618–1661)

- Persien (Safawiden-Dynastie)
  - Schah: Abbas I. (1587–1629)

- Philippinen
  - Maguindanao
    - Sultan: Muhammad Dipatuan Kudarat (1619–1671) (1645–1648 Sultan von Sulu)

  - Sulu
    - Sultan: Muwallil Wasit (1610–1650)

- Sri Lanka
  - Kandy
    - König: Senarat (1604–1629)

  - Portugiesisch-Ceylon (Ceilaõ)
    - Generalgouverneur: Constantino de Sá de Noronha (1618–1622, 1623–1630)

- Thailand (Ayutthaya)
  - König: Songtham (1611–1628)

- Vietnam
  - Cao Bằng (Mạc-Dynastie)
    - König: Mạc Kính Cung (1593–1625)

  - Champa
    - König: Po Ramé (1627–1644)

  - Lê-Dynastie
    - König: Lê Thần Tông (1619–1643, 1649–1662)

  - Nguyen (im Süden Vietnams)
    - Herrscher: Nguyen Phuc Nguyen (1613–1635)

  - Trinh
    - Herrscher: Trinh Tung (1570–1623)

## Europa
- Andorra
  - Co-Fürsten:
    - König von Frankreich: Ludwig XIII. (1610–1643)
    - Bischof von Urgell: Luís Díes Aux de Armendáriz (1621–1627)

- Dänemark und Norwegen
  - König: Christian IV. (1588–1648)

- England, Irland und Schottland
  - König: Jakob I. (1603–1625) (1567–1625 als Jakob VI. in Schottland)

- Frankreich
  - König: Ludwig XIII. (1610–1643)

- Heiliges Römisches Reich
  - König und Kaiser: Ferdinand II. (1619–1637) (1617–1619, 1620–1637 König von Böhmen, 1619–1637 Erzherzog von Österreich, 1619–1637 König von Ungarn)
  - Kurfürstenkollegium
    - Fürsterzbistum Köln
      - Kurfürst: Ferdinand von Bayern (1612–1650) (1612–1650 Bischof von Hildesheim, 1612–1650 Bischof von Lüttich, 1612–1650 Bischof von Münster, 1618–1650 Bischof von Paderborn, 1594–1650 Propst von Berchtesgaden, 1612–1650 Abt von Stablo-Malmedy)

    - Fürsterzbistum Mainz
      - Kurfürst: Johann Schweikhard von Kronberg (1604–1626)

    - Fürsterzbistum Trier
      - Kurfürst: Lothar von Metternich (1599–1623)

    - Königreich Böhmen
      - Kurfürst: Ferdinand II. (1617–1619, 1620–1637) (1619–1637 Kaiser, 1619–1637 Erzherzog von Österreich, 1618–1637 König von Ungarn)

    - Markgrafschaft Brandenburg
      - Kurfürst: Georg Wilhelm (1619–1640) (1619–1640 Herzog von Preußen)

    - Pfalzgrafschaft bei Rhein
      - Kurfürst: Friedrich V. (1610–1623) (1619–1620 König von Böhmen)

    - Herzogtum Sachsen
      - Kurfürst: Johann Georg I. (1611–1656)

  - geistliche Reichsfürsten
    - Hochstift Augsburg
      - Bischof: Heinrich V. von Knöringen (1599–1646)

    - Hochstift Bamberg
      - Bischof: Johann Gottfried von Aschhausen (1609–1622) (1617–1622 Bischof von Würzburg)

    - Hochstift Basel
      - Bischof: Wilhelm Rinck von Baldenstein (1608–1628)

    - Fürstpropstei Berchtesgaden
      - Propst: Ferdinand von Bayern (1594–1650) (1612–1650 Erzbischof von Köln, 1612–1650 Bischof von Hildesheim, 1612–1650 Bischof von Lüttich, 1612–1650 Bischof von Münster, 1618–1650 Bischof von Paderborn, 1612–1650 Abt von Stablo-Malmedy)

    - Erzstift Besançon
      - Erzbischof: Ferdinand de Rye (1586–1636)

    - Erzstift Bremen (1567–1648 evangelische Administratoren)
      - Administrator: Johann Friedrich von Schleswig-Holstein-Gottorf (1596–1634) (1607–1634 Administrator von Lübeck, 1631–1634 Administrator von Verden)

    - Hochstift Brixen
      - Bischof: Karl von Österreich (1613–1624) (1618–1624 Hochmeister des Deutschen Ordens)

    - Erzstift Cambrai
      - Erzbischof: François van der Burch (1615–1644)

    - Hochstift Cammin (1557–1650 evangelische Administratoren)
      - Administrator: Ulrich von Pommern (1618–1622)

    - Hochstift Chur
      - Bischof: Johann V. Flugi (1601–1627)

    - Abtei Corvey
      - Abt: Heinrich von Aschenbrock (1616–1624)

    - Balleien des Deutschen Ordens
      - Hoch- und Deutschmeister: Karl von Österreich (1618–1624) (1613–1624 Bischof von Brixen)

    - Hochstift Eichstätt
      - Bischof: Johann Christoph von Westerstetten (1612–1637) (1603–1613 Propst von Ellwangen)

    - Fürstpropstei Ellwangen
      - Propst: Johann Jakob Blarer von Wartensee (1621–1654)

    - Hochstift Freising
      - Bischof: Veit Adam von Gepeckh (1618–1651)

    - Abtei Fulda
      - Abt: Johann Friedrich von Schwalbach (1606–1622)

    - Hochstift Halberstadt
      - Administrator: Christian von Braunschweig-Wolfenbüttel (1616–1623)

    - Hochstift Hildesheim
      - Bischof: Ferdinand von Bayern (1612–1650) (1612–1650 Erzbischof von Köln, 1612–1650 Bischof von Lüttich, 1612–1650 Bischof von Münster, 1618–1650 Bischof von Paderborn, 1594–1650 Propst von Berchtesgaden, 1612–1650 Abt von Stablo-Malmedy)

    - Fürststift Kempten
      - Abt: Johann Eucharius von Wolffurt (1616–1631)

    - Hochstift Konstanz
      - Bischof: Jakob Fugger (1604–1626)

    - Hochstift Lübeck (1555–1803 evangelische Administratoren)
      - Administrator: Johann Friedrich von Schleswig-Holstein-Gottorf (1607–1634) (1596–1634 Administrator von Bremen, 1631–1634 Administrator von Verden)

    - Hochstift Lüttich
      - Bischof: Ferdinand von Bayern (1612–1650) (1612–1650 Erzbischof von Köln, 1612–1650 Bischof von Hildesheim, 1612–1650 Bischof von Münster, 1618–1650 Bischof von Paderborn, 1594–1650 Propst von Berchtesgaden, 1612–1650 Abt von Stablo-Malmedy)

    - Erzstift Magdeburg (1566–1631, 1638–1680 evangelische Administratoren)
      - Administrator: Christian Wilhelm von Brandenburg (1598–1631) (1625–1628 Administrator von Halberstadt)

    - Hochstift Minden
      - Administrator: Christian von Braunschweig-Lüneburg (1599–1625) (1611–1633 Herzog von Braunschweig-Lüneburg)

    - Hochstift Münster
      - Bischof: Ferdinand von Bayern (1612–1650) (1612–1650 Erzbischof von Köln, 1612–1650 Bischof von Hildesheim, 1612–1650 Bischof von Lüttich, 1618–1650 Bischof von Paderborn, 1594–1650 Propst von Berchtesgaden, 1612–1650 Abt von Stablo-Malmedy)

    - Hochstift Osnabrück
      - Administrator: Philipp Sigismund von Braunschweig-Wolfenbüttel (1591–1623) (1586–1623 Administrator von Verden)

    - Hochstift Paderborn
      - Bischof: Ferdinand von Bayern (1618–1650) (1612–1650 Erzbischof von Köln, 1612–1650 Bischof von Hildesheim, 1612–1650 Bischof von Lüttich, 1612–1650 Bischof von Münster, 1594–1650 Propst von Berchtesgaden, 1612–1650 Abt von Stablo-Malmedy)

    - Hochstift Passau
      - Bischof: Leopold von Österreich (1598–1626) (bis 1605 Koadjutor) (1607–1626 Bischof von Straßburg)

    - Hochstift Ratzeburg (1554–1648 evangelische Administratoren)
      - Administrator: August I. von Braunschweig-Lüneburg (1610–1636) (1633–1636 Herzog von Braunschweig-Lüneburg)

    - Hochstift Regensburg
      - Bischof: Albert von Toerring-Stein (1613–1649)

    - Erzstift Salzburg
      - Erzbischof: Paris von Lodron (1619–1653)

    - Hochstift Schwerin (1533–1648 evangelische Administratoren)
      - Administrator: Ulrich II. von Dänemark (1603–1624)

    - Hochstift Speyer
      - Bischof: Philipp Christoph von Sötern (1610–1652) (1623–1652 Erzbischof von Trier)

    - Abtei Stablo-Malmedy
      - Abt: Ferdinand von Bayern (1612–1650) (1612–1650 Erzbischof von Köln, 1612–1650 Bischof von Hildesheim, 1612–1650 Bischof von Lüttich, 1612–1650 Bischof von Münster, 1618–1650 Bischof von Paderborn, 1594–1650 Propst von Berchtesgaden)

    - Hochstift Straßburg
      - Bischof: Leopold von Österreich (1607–1626) (1598–1605 Koadjutor von Passau, 1605–1626 Bischof von Passau)

    - Hochstift Trient
      - Bischof: Carlo Gaudenzio Madruzzo (1600–1629)

    - Hochstift Verden (1568–1630 und 1634–1648 evangelische Administratoren)
      - Administrator: Philipp Sigismund von Braunschweig-Wolfenbüttel (1586–1623) (1591–1623 Administrator von Osnabrück)

    - Hochstift Worms
      - Bischof: Georg Friedrich von Greiffenclau zu Vollrads (1616–1629) (1626–1629 Erzbischof von Mainz)

    - Hochstift Würzburg
      - Bischof: Johann Gottfried von Aschhausen (1617–1622) (1609–1622 Bischof von Bamberg)

  - weltliche Reichsfürsten
    - Fürstentum Anhalt
      - Anhalt-Bernburg
        - Fürst: Christian I. (1603–1630)

      - Anhalt-Dessau
        - Fürst: Johann Kasimir (1618–1660)

      - Anhalt-Köthen
        - Fürst: Ludwig I. (1603–1650)

      - Anhalt-Plötzkau
        - Fürst: August (1611–1653)

      - Anhalt-Zerbst
        - Fürst: Rudolf (1603–1621)
        - Fürst: Johann VI. (1621–1667)

    - Arenberg
      - Fürst: Philipp Karl (1616–1640)

    - Markgrafschaft Baden
      - Baden-Baden (1594–1622 von Baden-Durlach besetzt)
      - Baden-Durlach
        - Markgraf: Georg Friedrich (1577–1584, 1604–1622) (1584–1604 Markgraf von Baden-Rötteln-Sausenburg, 1595–1604 Markgraf von Baden-Hachberg)

      - Baden-Rodemachern
        - Markgraf: Hermann Fortunat (1620–1665)

    - Bayern
      - Herzog: Maximilian I. (1597–1651) (ab 1648 Kurfürst, 1623–1648 Kurfürst der Pfalz)

    - Brandenburg-Ansbach
      - Markgraf: Joachim Ernst (1603–1625)

    - Brandenburg-Bayreuth
      - Markgraf: Christian (1603–1655)

    - Braunschweig-Lüneburg
      - Herzog: Christian (1611–1633) (1599–1625 Administrator von Minden)

    - Braunschweig-Wolfenbüttel
      - Herzog: Friedrich Ulrich (1613–1634)

    - Hessen-Darmstadt
      - Landgraf: Ludwig V. (1596–1626)

    - Hessen-Kassel
      - Landgraf: Moritz der Gelehrte (1592–1627)

    - Jülich und Berg
      - Herzog: Wolfgang Wilhelm (1614–1653) (1614–1653 Herzog von Pfalz-Neuburg)

    - Leuchtenberg
      - Landgraf: Wilhelm (1614–1621)
      - Landgraf: Maximilian Adam (1621–1646)

    - Liechtenstein
      - Fürst: Karl I. (1608–1627)

    - Lothringen
      - Herzog: Heinrich II. (1608–1624)

    - Herzogtum Mecklenburg
      - Mecklenburg-Güstrow
        - Herzog: Johann Albrecht II. (1611–1628, 1631–1636)

      - Mecklenburg-Schwerin
        - Herzog: Adolf Friedrich I. (1592–1628, 1631–1658) (1631–1648 Administrator von Schwerin)

    - Österreich
      - Erzherzog: Ferdinand II. (1619–1637) (1619–1637 Kaiser, 1617–1619, 1620–1637 König von Böhmen, 1619–1637 König von Ungarn)

    - Pfalz-Neuburg
      - Graf: Wolfgang Wilhelm (1614–1653) (1614–1653 Herzog von Jülich und Berg)

    - Pfalz-Veldenz
      - Herzog: Georg Gustav (1592–1634)

    - Pfalz-Zweibrücken
      - Herzog: Johann II. (1604–1635)

    - Herzogtum Pommern
      - Pommern-Stettin
        - Herzog: Bogislaw XIV. (1620–1637) (1623–1637 Administrator von Cammin)

      - Pommern-Wolgast
        - Herzog: Philipp Julius (1592–1625)

    - Herzogtum Sachsen
      - Sachsen-Altenburg
        - Herzog: Johann Philipp (1603–1639)

      - Sachsen-Coburg
        - Herzog: Johann Casimir (1586–1633)

      - Sachsen-Eisenach
        - Herzog: Johann Ernst (1596–1638)

      - Sachsen-Weimar
        - Herzog: Wilhelm IV. (1620–1662)

    - Sachsen-Lauenburg
      - Herzog: August (1619–1656)

    - Schleswig-Holstein-Gottorf
      - Herzog: Friedrich III. (1616–1659)

    - Schleswig-Holstein-Sonderburg
      - Herzog: Johann (1564–1622)

    - Württemberg
      - Herzog: Johann Friedrich (1608–1628)

  - sonstige Reichsstände (Auswahl)
    - Hanau-Lichtenberg
      - Graf: Johann Reinhard I. (1599–1625)

    - Hanau-Münzenberg
      - Graf: Philipp Moritz (1612–1638) (1612–1626 unter Vormundschaft)
        - Regentin: Katharina Belgica von Oranien-Nassau (1612–1626)

    - Hohenzollern-Haigerloch
      - Graf: Karl (1620–1634)

    - Hohenzollern-Hechingen
      - Graf: Johann Georg (1605–1623) (ab 1623 Fürst)

    -  Hohenzollern-Sigmaringen
      - Graf: Johann (1605–1638) (ab 1623 Fürst)

    - Lippe (Teilung in Lippe-Brake und Lippe-Detmold)
      - Graf: Simon VII. (1613–1627)
      - Lippe-Brake
        - Graf: Otto (1621–1657)

      - Lippe-Detmold
        - Graf: Simon VII. (1613–1627)

    - Nassau
      - Ottonische Linie
        - Nassau-Diez
          - Graf: Ernst Casimir (1607–1632) (1620–1632 Statthalter von Friesland, 1625–1632 Statthalter von Groningen und Drenthe)

        - Nassau-Dillenburg
          - Graf: Georg (1620–1623) (1607–1620 Graf von Nassau-Beilstein)

        - Nassau-Hadamar
          - Graf: Johann Ludwig (1607–1653) (seit 1650 Fürst)

        - Nassau-Siegen
          - Graf: Johann VII. (1607–1623)

      - Walramische Linie
        - Nassau-Saarbrücken und Nassau-Weilburg
          - Graf: Ludwig II. (1602–1627) (1593–1602 Graf von Nassau-Ottweiler)

    - Oldenburg
      - Graf: Anton Günther (1603–1667)

    - Ortenburg
      - Graf: Georg IV. (1603–1627)

    - Ostfriesland
      - Graf: Enno III. (1599–1625)

    - Reuß
      - Reuß ältere Linie
        - Reuß-Burgk
          - Herr: Heinrich II. (1608–1639)

        - Reuß-Döhlau
          - Herr: Heinrich IV. (1616–1636) (1608–1616 Herr von Reuß-Burgk)

        - Reuß-Greiz
          - Herr: Heinrich IV. (1616–1625) (1604–1616 Herr von Reuß-Untergreiz, 1625–1629 Herr von Reuß-Obergreiz)
          - Herr: Heinrich V. (1616–1625) (1604–1616, 1625–1667 Herr von Reuß-Untergreiz, 1643–1667 Herr von Reuß-Burgk)

      - Reuß jüngere Linie
        - Reuß-Gera
          - Herr: Heinrich II. (1572–1635)

    - Schaumburg und Holstein-Pinneberg
      - Graf: Ernst (1601–1622)

    - Schwarzburg-Rudolstadt
      - Graf: Karl Günther (1605–1630) (In Rudolstadt)
      - Graf: Albrecht Günther (1612–1634) (in Stadtilm)
      - Graf: Ludwig Günther I. (1612–1646) (in Frankenhausen)

    - Schwarzburg-Sondershausen (gemeinsame Herrschaft)
      - Graf: Günther XLII. (1586–1643)
      - Graf: Anton Heinrich (1586–1638)
      - Graf: Johann Günther II. (1586–1631)
      - Graf: Christian Günther I. (1586–1642)

    - Waldeck-Eisenberg
      - Graf: Wolrad IV. (1607–1640) (1588–1607 Graf von Waldeck)

    - Waldeck-Wildungen
      - Graf: Christian (1607–1637) (1588–1607 Graf von Waldeck)

- Italienische Staaten
  - Genua
    - Doge: Pietro Durazzo (1619–1621)
    - Doge: Ambrogio Doria (1621)

  - Guastalla
    - Herzog: Ferrante II. Gonzaga (1575–1632) (bis 1621 Graf)

  - Kirchenstaat
    - Papst: Paul V. (1605–1621)
    - Papst: Gregor XV. (1621–1623)

  - Mailand (1535–1706 zu Spanien)
    - Herzog: Philipp III. von Spanien (1598–1621)
    - Herzog: Philipp IV. von Spanien (1621–1665)
      - Gouverneur: Gómez Suárez de Figueroa, Herzog von Feria (1618–1625, 1631–1633)

  - Mantua (1533–1708 Personalunion mit Montferrat)
    - Herzog: Ferdinando Gonzaga (1612–1626)

  - Massa und Carrara
    - Fürst: Alberico I. Cybo-Malaspina (1554–1623)

  - Mirandola
    - Herzog: Alessandro I. Pico (1602–1637) (bis 1619 Fürst)

  - Modena und Reggio
    - Herzog: Cesare d’Este (1597–1628)

  - Montferrat (1533–1708 Personalunion mit Mantua)
    - Herzog: Ferdinando Gonzaga (1612–1626)

  - Neapel (1503–1707/14 zu Aragon bzw. Spanien)
    - König: Philipp III. von Spanien (1598–1621)
    - König: Philipp IV. von Spanien (1621–1665)
      - Vizekönig: KardinalAntonio Zapata y Cisneros (1620–1622)

  - Parma und Piacenza
    - Herzog: Ranuccio I. Farnese (1592–1622)

  - Piombino
    - Fürstin: Isabella Appiani (1611–1628)

  - San Marino
    - Capitani Reggenti: Camillo Bonelli und Belluzzo Belluzzi (1620–1621)
    - Capitani Reggenti: Bernardino Belluzzi und Lattanzio Valli (1621)
    - Capitani Reggenti: Gio. Andrea Belluzzi und Fabrizio Belluzzi (1621–1622)

  - Savoyen
    - Herzog: Karl Emanuel I. (1580–1630)

  - Sizilien (1412–1713 zu Aragon bzw. Spanien)
    - König: Philipp III. von Spanien (1598–1621)
    - König: Philipp IV. von Spanien (1621–1665)
      - Vizekönig: Francisco Ruiz de Castro, Graf von Lemos (1616–1622)

  - Toskana
    - Großherzog: Cosimo II. de’ Medici (1609–1621)
    - Großherzog: Ferdinando II. de’ Medici (1621–1670)

  - Urbino
    - Herzog: Francesco Maria II. della Rovere (1574–1631)

  - Venedig
    - Doge: Antonio Priuli (1618–1623)

- Khanat der Krim
  - Khan: Canibek Giray (1610–1623, 1628–1635)

- Kurland
  - Herzog: Friedrich Kettler (1595–1616, 1617–1642)

- Malta
  - Großmeister: Alof de Wignacourt (1601–1622)

- Moldau (unter osmanischer Oberherrschaft)
  - Fürst: Alexandru Ilias (1620–1621, 1631–1633)
  - Fürst: Ștefan II. Tomsa (1621–1623)

- Monaco
  - Seigneur: Honoré II. (1604–1662) (ab 1633 Fürst)

- Niederlande (Herrschaft umstritten Achtzigjähriger Krieg)
  - Republik der Sieben Vereinigten Provinzen (bis 1648 formal Bestandteil des Heiligen Römischen Reichs)
    - Friesland
      - Statthalter: Ernst Casimir von Nassau-Diez (1620–1632) (1607–1632 Graf von Nassau-Diez)

    - Groningen und Drenthe
      - Statthalter: Moritz von Oranien (1620–1625)

    - Holland und Zeeland
      - Statthalter: Moritz von Oranien (1585–1625)

    - Overijssel und Gelderland
      - Statthalter: Moritz von Oranien (1590–1625)

    - Utrecht
      - Statthalter: Moritz von Oranien (1589–1625)

  - Spanische Niederlande (1598–1621 selbstständige Herrschaft Albrechts VII. und seiner Gattin Isabella Clara Eugenia) (bis 1714/95 formal Bestandteil des Heiligen Römischen Reichs)
    - Statthalter: Albrecht VII. von Habsburg (1596–1621) (1583–1585 Vizekönig von Portugal)
    - Statthalterin: Isabella Clara Eugenia von Spanien (1598–1633)

- Osmanisches Reich
  - Sultan: Osman II. (1618–1622)

- Polen
  - König: Sigismund III. Wasa (1587–1632) (1592–1599 König von Schweden)

- Portugal (1580–1640 Personalunion mit Spanien)
  - König: Philipp II. (1598–1621) (1598–1621 König von Spanien)
  - König: Philipp III. (1621–1640) (1621–1665 König von Spanien)
    - Vizekönig: Diego de Silva y Mendoza (1619–1621)

- Preußen
  - Herzog: Georg Wilhelm (1619–1640) (1619–1640 Kurfürst von Brandenburg)

- Russland
  - Zar: Michael I. (1613–1645)

- Schweden
  - König: Gustav II. Adolf (1611–1632)

- Siebenbürgen
  - Fürst: Gabriel Bethlen (1613–1629)

- Spanien
  - König: Philipp III. (1598–1621) (1598–1621 König von Portugal)
  - König: Philipp IV. (1621–1665) (1621–1640 König  von Portugal)

- Ungarn
  - König: Ferdinand II. (1619–1637) (1619–1637 Kaiser, 1617–1619, 1620–1637 König von Böhmen, 1619–1637 Erzherzog von Österreich)

- Walachei (unter osmanischer Oberherrschaft)
  - Woiwode: Radu Mihnea (1601–1602, 1611–1616, 1620–1623) (1616–1619, 1623–1626 Fürst der Moldau)